# Aceite de perilla

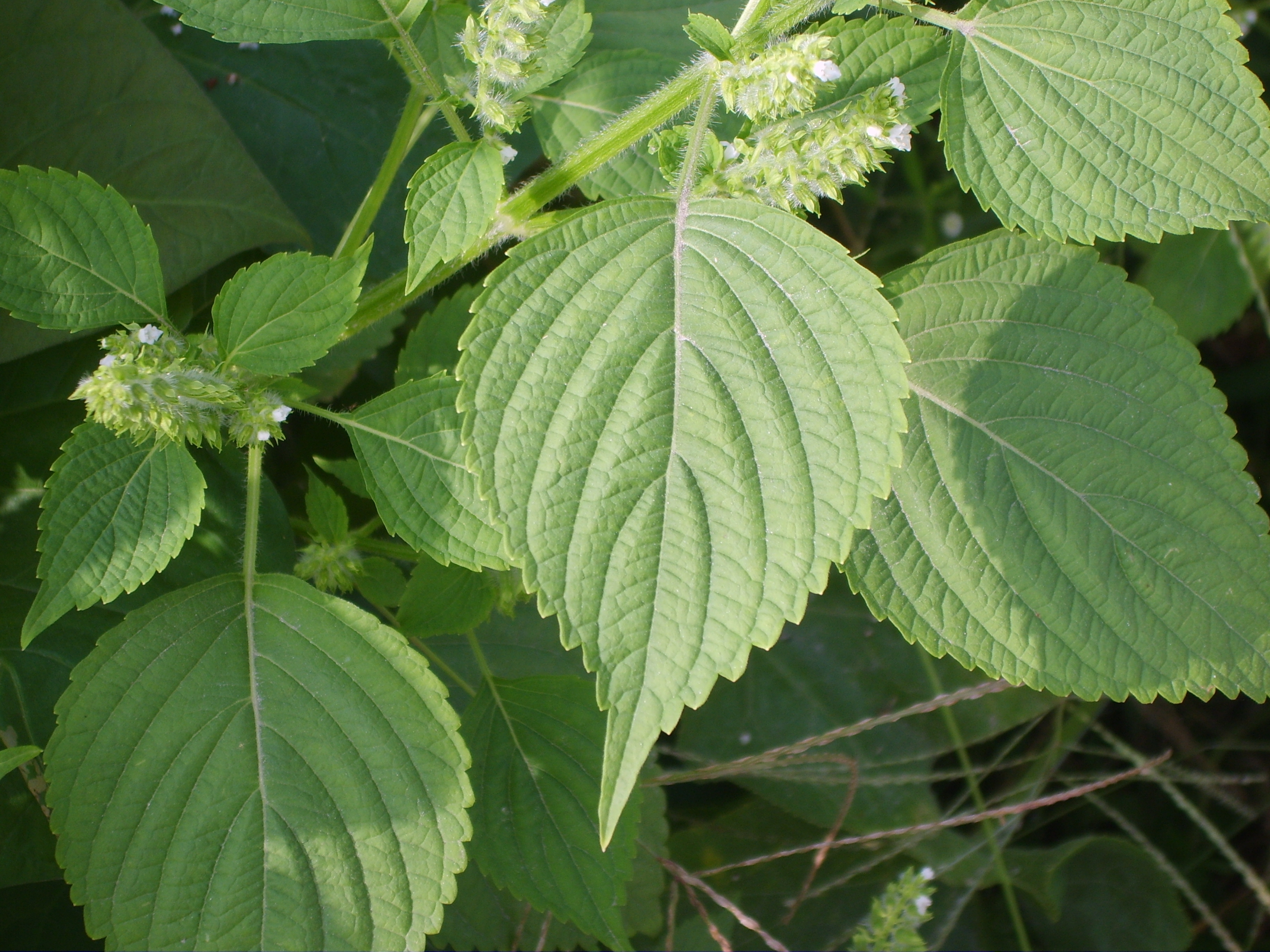
Hojas de perilla

El aceite de perilla se obtiene de las semillas de las hierbas perennes del género Perilla, normalmente de la Perilla frutescens. Estas semillas contienen entre un 35 y un 45% de aceite, que se extrae por prensado. El aceite de perilla se usa junto con resinas sintética en la producción de barnices. Se seca en menos tiempo que el aceite de lino, y al hacerlo forma una películas que es más dura y amarillea más que la de éste. La industria de barnices y pinturas es donde encuentra su mayor uso, siendo también importante en la fabricación de tintas de imprenta y linóleo, y en tiempos más antiguos fue un componente crítico en la manufactura de suelos de barro duraderos.
En regiones de Asia el aceite de perilla se usa como aceite comestible más valorado por sus propiedades medicinales que por su sabor. Es una fuente muy rica del ácido omega 3 alfa-linolénico, que supone de un 50 a un 60% de su composición.
En Corea, la perilla se cultiva principalmente en las provincias de Chungcheong, Gyeongsang y Jeolla, cuya población lo consume mucho. En la cocina coreana, se usa para marinar namul (plato de verdura condimentada), cubrir gim (alga coreana) a la parrilla, o freír jeon (un tipo de panqueque), llamándose deul gireum (들기름) o beopyu (법유, 法油) en coreano. En Corea del Norte se llama deulkkae gireum (들깨기름).